# Melfalan
Melfalan (nome commerciale Alkeran) è un medicinale chemioterapico appartenente alla classe delle Azotipriti (Mostarda Azotata) alchilanti.
Un agente alchilante addiziona un gruppo alchilico (CnH2n+1) al DNA, precisamente all'azoto 7 dell'anello imidazolico della guanina.
Conosciuto anche come L-fenilalanina mostarda o L-PAM il Melfapan è un derivato fenilalaninico della mecloretamina.
Il Melflufen è un farmaco in sviluppo che usa il Melfalan.

## Meccanismo di azione
Il Melfalan, tramite alchilazione della guanina, causa collegamenti tra le catene del DNA inibendo la trascrizione del DNA e RNA necessarie per la sopravvivenza delle cellule, questa sua caratteristica lo rende citotossico sia per le cellule tumorali replicanti che non.
La sua azione è diretta e non richiede un'attivazione metabolica.

## Usi
Il Melfalan viene utilizzato per il trattamento di diverse neoplasie, in particolare: il mieloma multiplo, il carcinoma dell'ovaio e della mammella, sarcoma dei tessuti molli, del sarcoma di Ewing, del neuroblastoma infantile e del Retinoblastoma

## Effetti collaterali
- Nausea, vomito e ulcerazioni orali.
- Diminuzione nella conta dei globuli bianchi e delle piastrine.